# Ivan Cifrić
Ivan Cifrić (Petrijevci, 22. siječnja 1946. – Zagreb, 24. studenog, 2018.), hrvatski akademik i sociolog.

## Životopis
Redoviti je član Hrvatske akademije znanosti i umjetnosti.